# Kuolio
Kuolio är en tätort i Kuusamo kommun i Norra Österbotten.